# E.M.D.
E.M.D. — шведская группа. В её составе Эрик Сегерштедт, Маттиас Андреассон и Дэнни Сауседо. Дэнни и Эрик участвовали в конкурсе «Идол 6», а Маттиас — в «Идол 7». Дэнни был в числе одиннадцати лучших, Эрик стал финалистом, а Маттиас занял третье место.
После того, как Эрик и Дэнни выпустили успешные сольные альбомы, группа E.M.D. 19 декабря 2007 года выпустила свой первый сингл «All for Love». Этот сингл немедленно попал в шведский национальный чарт. 14 мая 2008 года E.M.D. выпустила свой первый альбом «A State of Mind». Альбом дебютировал на первом месте в шведском альбомном чарте и включал в себя три супер-хита, занимавших верхушки шведских чартов.
В 2009 году E.M.D. участвовали в шведском музыкальном конкурсе «Melodifestivalen» с песней «Baby Goodbye». Они выступили в третьем полуфинале в Лександе, Швеция 21 февраля 2009 года и прошли в финал конкурса. В финале они заняли третье место.

## Дискография

### Альбомы
- 2008 — A State of Mind
- 2009 — A State Of Mind — Deluxe
- 2009 — Välkommen Hem
- 2010 — Rewind

### Синглы
- 2007 — All for Love
- 2008 — Jennie Let Me Love You
- 2008 — Alone
- 2009 — Baby Goodbye
- 2009 — Youngblood
- 2010 — Save Tonight
- 2010 — There’s A Place For Us

### Видеоклипы
- All for Love
- Jennie Let Me Love You
- Alone
- Youngblood
- Save Tonight
- There’s A Place For Us